# Tonatiuh Elizarraraz
Tonatiuh Elizarraraz (Los Ángeles, California, 3 de enero de 1995) es un actor estadounidense de cine y televisión, conocido por interpretar a Marcos en la serie Vida (2018-2020), y a Antonio Sandoval en la telenovela estadounidense Promised Land (2022).

## Biografía
Elizarraraz nació en Los Ángeles, California de padres inmigrantes de origen mexicano. Creció en Boyle Heights, un área de Los Ángeles junto a su mamá, su hermano mayor y su abuela. Su madre cortaba cabello en un salón de belleza para sustentar a la familia. 

## Filmografía

### Televisión
- Jane the Virgin (2016) como Javi.
- Danny the Manny (2016) como Mimi.
- Stargate Orígenes (2017) como Motawk.
- Kismet (2018) como Juanathan.
- Chicago Med (2019) como Sebastian Lopez.
- Drunk Bus (2020) como Justin.
- Vida (2018-2020) como Marcos.
- Hot Spot (2020) como Carlos.
- Shoplifters of the World (2021) como Brian Briggs
- Promised Land (2022) como Antonio Sandoval.
- Hidden Canyons (2021-2022) como Colby Cardenas.
- Angelyne (2022) como Andre Casiano.
- The Loud House (2018-2024) como Miguel.

### Cine
- Carry-On (2024) como Mateo Flores.
- Kiss of the Spider Woman (2025) como Luis Molina.[3][4]
- Roses on the Vine (2025) como Cosmo.